# Joseph Ben-David (Soziologe)
Joseph Ben-David (hebräisch יוסף בן דוד; geboren am 19. August 1920 in Győr, Ungarn; gestorben am 12. Januar 1986 in Jerusalem, Israel) war ein israelischer Soziologe ungarischer Herkunft an der Hebräischen Universität Jerusalem. Er gilt als Pionier einer modernen Wissenschaftssoziologie.

## Leben und Wirken
Joseph Ben-David wanderte 1941 nach Israel aus. Er arbeitete zunächst als Drucker und studierte dann an der Hebräischen Universität Jerusalem, wo der Theologe Martin Buber die Vorlesungen in Soziologie hielt. Hier erwarb Ben-David 1950 einen Master in Geschichte und Kultursoziologie und 1955 einen Ph.D. in Soziologie. Später wurde er selbst Professor für Soziologie an dieser Universität und hielt ab 1968 zugleich eine Professur für Soziologie an der University of Chicago.
Ben David befasste sich intensiv mit Themen beruflicher und universitärer Bildung im historischen und gesellschaftlichen Kontext. Er verglich die Systeme höherer Bildung in verschiedenen westlichen Staaten und beschrieb die Soziologie des Wissenschaftsbetriebs (insbesondere im Bereich der [bio-]medizinischen Forschung) und seiner Veränderungen als Triebfeder „wissenschaftlicher Revolutionen“ und der Entstehung neuer Disziplinen (wie der experimentellen Psychologie). Vollständige Autonomie („Elfenbeinturm“) und tiefe gesellschaftliche bzw. wirtschaftliche Einbettung liefern das Spannungsfeld, in dem sich Wissenschaft entwickelt.
Ben-David war verheiratet und hatte drei Kinder. Er starb an den Folgen einer Krebserkrankung.

## Schriften
- Agricultural Planning and Village Community in Israel (1964)
- Fundamental Research and Universities (1968)
- The Scientist’s Role in Society (Prentice-Hall, 1971)
- American Higher Education: Directions Old and New (McGraw-Hill, 1972)
- Centers of Learning: Britain, France, Germany, U.S. (McGraw-Hill, 1977)
- Als Herausgeber: Culture and Its Creatures (1977)

## Auszeichnungen (Auswahl)
- 1971 Mitglied der American Academy of Arts and Sciences[1]
- 1980 Fellow der American Association for the Advancement of Science
- 1981 Rothschild-Preis[2]
- 1981 Mitglied der Israelischen Akademie der Wissenschaften
- 1985 John Desmond Bernal Prize[3]
- Mitglied der National Academy of Education